# Ligosullo
Ligosullo är en ort och tidigare kommun i kommunen Treppo Ligosullo i provinsen Udine i regionen Friuli-Venezia Giulia i Italien.
Ligosullo upphörde som kommun den 1 februari 2018 och bildade med den tidigare kommunen Treppo Carnico den nya kommunen Treppo Ligosullo. Den tidigare kommunen hade 104 invånare (2017).